# Volksbank Backnang
Die Volksbank Backnang eG zählt zu den großen Genossenschaftsbanken in Baden-Württemberg. Das Geschäftsgebiet erstreckt sich über den nördlichen Teil des Rems-Murr-Kreises.
Die Bank bietet ihren Mitgliedern und Privat- sowie Firmenkunden Dienstleistungen in den Bereichen Anlage, Finanzierung, Versicherung und Vorsorge.

## Geschichte
Auf der Gründungsversammlung des Kreditvereins Backnang erklärten am 29. Juni 1902 85 Bürger schriftlich ihren Beitritt. In der Marktstraße 44 in Backnang wurden am 1. August 1902 die ersten Geschäftsräume eröffnet. 1912 wurden die Geschäftsräume in das ehemalige Gasthaus Krone in der früheren Kronenstraße an der Aspacher Brücke verlegt. 1936 zog die Bank in das Gebäude Schillerstraße 18 um.
Im Jahre 1941 wurde der Kreditverein in „Volksbank Backnang eGmbH“ umbenannt.
Die erste Geschäftsstelle der Bank wurde 1961 eröffnet. 1972 wurde eine Vertreterversammlung eingeführt. Die Bank erhielt 1975 ihren heutigen Namen Volksbank Backnang eG. 1985 nahm die Bank ihren ersten Geldautomaten in Betrieb.
Ab 1987 wurde die Volksbank Backnang durch mehrere Fusionen erweitert. 1987 wurde die Volksbank Kirchberg/Murr, 1989 die Aspacher Bank, 1993 die Raiffeisenbank Auenwald, 1999 die Volksbank Raiffeisenbank Murr-Lauter und die Raiffeisenbank im Schwäbischen Wald aufgenommen.
2002 feierte die Volksbank Backnang eG ihr 100-jähriges Bestehen.
2007 lag die Bilanzsumme der Bank erstmals über einer Milliarde Euro.
Erstmals stand im Jahr 2010 die Banking-App für mobile Endgeräte zur Verfügung.
2016 hatte die Bank erstmals mehr als 40.000 Mitglieder.
Im Juni 2016 wurde durch die Generalversammlung der Raiffeisenbank Oberstenfeld eG und die Vertreterversammlung der Volksbank Backnang eG die Verschmelzung beider Banken rückwirkend zum 1. Januar 2016 beschlossen.
Im November 2021 wurde die Kundenhalle der Hauptstelle in der Schillerstraße 18 nach einer mehrmonatigen Bauphase neu eröffnet. Dies war der erste große Umbau nach über 25 Jahren.